# 3568 ASCII
A 3568 ASCII (ideiglenes jelöléssel 1936 UB) a Naprendszer kisbolygóövében található aszteroida. Marguerite Laugier fedezte fel 1936. október 17-én.